# Масьяф (район)
Масьяф (араб. منطقة مصياف) — район (мінтака) у Сирії, входить до складу провінції Хама. Адміністративний центр — м. Масьяф.
Адміністративно поділяється на 5 нохій:
- Масьяф-Центр
- Джеб-Рамла
- Аудж
- Айн-Халякім
- Ваді-аль-Уюн

| Сирія | Це незавершена стаття з географії Сирії. Ви можете допомогти проєкту, виправивши або дописавши її. |